# Discovery History
Discovery History é um canal de televisão do Reino Unido dedicado aos documentários sobre história e as civilizações, antigas ou atuais.
Em 1 de novembro de 2007, o Discovery Civilization mudou seu nome para Discovery Knowledge. O novo canal ainda era focado em história e história natural, mas a programação incluía programas sobre engenharia, crime e tecnologia.
Em 7 de novembro de 2010, Discovery Knowledge foi renomeado para Discovery History. A ideia por trás desse rebranding era voltar o foco do canal para se tornar "o único canal do Reino Unido dedicado à história fatual", e contrariar o fato de que seus concorrentes History e Yesterday começaram a exibir programas com outros focos.
No mês de fevereiro de 2013, o A+E Networks que operava o canal History, perdeu uma batalha jurídica em que solicitava a proibição da utilização da marca pela Discovery no Reino Unido.

## Logotipos
O primeiro logotipo do canal foi exibido no Reino Unido entre 1998 e 2003, onde mostrava o tradicional logo do Discovery Channel e abaixo, as Pirâmides do Egito em violeta. De 2003 a 2006 foi simplificado, alterando as pirâmides para dois triângulos. Em 2006, o canal foi renomeado para Discovery Civilization Channel e começou a utilizar o mesmo logo a nível mundial. Em 2007, uma nova alteração foi realizada com o canal passando a se chamando Discovery Knowledge. Uma nova identidade foi criada em 2010, quando passou a se chamar Discovery History.

2003-2006
2006
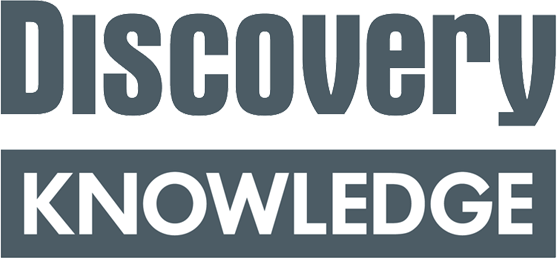
2007-2010
2010-atualmente